# Фирстово (Омская область)
Фи́рстово — село в Большеуковском районе Омской области России, административный центр Фирстовского сельского поселения.

## География
Село располагается в 20 километрах к северо-востоку от районного центра Большие Уки, на правом берегу реки Большой Аёв.
Вдоль южной окраины села проходит автодорога Тюкалинск — Знаменское.

## История
Селение заведено в I половине XVIII века в составе слободы Аёвской Тарского воеводства на Московско-Сибирском тракте крестьянами из слободы Аёвской, деревни Пушкарёвой, деревни Завьяловой.
В 1744—1745 годах велось строительство почтовой дороги Тобольск-Тара с учреждением на пути 20 почтовых станций по 6 лошадей на каждой. Так была учреждена Фирстовская почтовая станция. Однако, селение позже обезлюдело и было заброшено.
Селение вновь заведено только в 1757 году. Здесь была построена почтовая станция и полуэтап для смены инвалидных команд, препровождающих ссыльных. Название получило по фамилии Фирстова, служившего в слободе Аёвской и выписанного сюда для заведения деревни. Одними из первых жителей были представители фамилий: Фирстов, Завьялов, Пушкарёв, Пантин, Бубенщиков, переселившиеся из селений слобода Аёвская, Пушкарёва, Завьялова и др.
Позднее в деревню переселяются из деревни Рыбиной семьи Рассказова, Журавлёва, Курзанова, деревни Становки семьи Семёнова, Кондратьева, Алексеева, Иванова.
В 1782 году деревня входит в состав Аёвской волости Тарского уезда.
28 марта 1797 года через Фирстово проезжал Радищев возвращаясь из ссылки, который написал: «От Челуниной до Фирстовой на Аёве 21 верста».
В 1797 году деревня передана в состав Рыбинской волости.
В 1860-х годах возводится деревянная часовня.
На 1868 год имелась почтовая станция, полу-этап. Находилась при речке Аёв.
В 1878 году в деревне был упразднён этап под помещение почтовой станции.
1 октября 1881 года деревня входит в состав образованного самостоятельного Фирстовского сельского общества в составе деревень Фирстовой, Уралы, Баслы.
В марте 1889 года по распоряжению Тобольского губернатора и Тарского окружного исправника на слом и продажу было выставлено бывшее этапное здание в деревне Фирстовой, которое было оценено в 137 рублей 25 копеек.
На 1893 год имелось 412 десятин удобной земли в пользовании селения (4,7 десятин на 1 двор), 88 крестьянских двора и 294 человека.
В 1895 году для борьбы с кобылкой по примеру предыдущих двух лет были приглашены ученики Красноуфимского промышленного училища в числе 5 человек и были распределены по одному по округам, в том числе в Тарский уезд был направлен один такой ученик Н. С. Иванов, который в своём дневнике записал: «3 июня. В деревне Фирстовой видел сито для отделения от льна рыжика; в четырёхугольной раме (аршин в квадрате) укреплён железный лист с маленькими дырочками (немного больше семени рыжика) и подвешен к потолку за углы на 4 верёвках; в день можно очистить до 50 пудов».
На 1895 год население занималось производством лыка, мочала.
В 1899 году основана школа грамоты.
В 1900 году основана маслодельня.
На 1903 год имелась часовня, школа грамоты, водяная мельница, казённая винная лавка, земская станция. Располагалась при речке Аёв на земском тракте.
На 1909 год имелась церковь, школа грамоты, хлебо-запасный магазин, винная лавка, 2 торговые лавки, водяная мельница, маслодельня, кузница, пожарный сарай, почтовая станция, земская станция. В пользовании у крестьян находилось 570 десятин удобной земли (360 пахотной, 210 десятин сенокосов).
В селе действовал ярмарка с 1 по 3 октября. В 1909 году на ярмарке продавали мануфактурные, бакалейные, жировые товары, кожи, железо, битую птицу, соль, предметы крестьянского хозяйства, лошадей и прочее. Оборот ярмарки составлял 25820 рублей.
На 1910 год действовал маслодельный завод Михаила Александровича Пановского.
На 1912 год имелась мелочная лавка, церковь, часовня, школа грамоты.

Мастер-плут.
В Фирстовской маслодельной артели (Тарскаго уезда, Рыбинской волости) служил мастером некто Исаак Васильевич Недорезов, родом из села Голышмановскаго, Ишимскаго уезда. В начале службы он ничем дурным себя не зарекомендовал и даже близко сошёлся со многими артельщиками. Пользуясь этим, он постепенно и осторожно стал делать долги среди расположенных к нему артельщиков, при чём завёл себе пару хороших лошадок-бегунцов, недурной тарантас и много всякого добра, — всё это, конечно, в долг. Выписав к себе жену, он зажил, что называется, на широкую ногу.
Через некоторое время Недорезов отправил жену «погостить к родным», потихоньку сплавил куда-то всё имущество, и наконец, под предлогом поездки для контроля отделений завода, исчез и сам. На другой день артельщики хватились своего мастера, но вместо него нашли письмо следующего содержания: «Досвиданья, дорогие артельщики! Я уезжаю от вас навсегда, потому что вы не можете терпеть, чтобы не ругать мастера. Спасибо Даниле Михайловичу и Афанасию и Игнатию — они одни ни разу ничего худого мне не говорили. Иван Александрович (доверенный артели), ты мне выведи за 17 дней жалованья 37 рублей и гривенников (с каждого выработанного первосортного пуда масла 13 рублей), а остальные когда-либо вышлю. Болтыхову 25 рублей — на том свете угольками, а Чупину Роде за ходок (тарантас) спасибо, — не сумел брат задатка, так как сойдёт. Барабанову (приказчик артельной лавки) за обман заплатил обманом. Иван Захарович! Прости, что и тебе не отдал 25 рублей, которые брал у тебя, — когда-либо отдам, с меня взятки гладки. Ещё раз спасибо вам всем. Только те, кто давали мне денег, — немного олухи. Неужели они не знали, что они ничего не получат? Жалею, что не взял денег у Андрея Александровича или не купил у него граммофона: отыграл бы и на нём. Не хотел я тебя, Иван Захарович, обмануть, да так пришлось! Я хотел ещё вашего батюшку нагреть, да не пришлось». Так отблагодарил плут мастер крестьян за их добро: обобрал их да ещё издевается над ними. Фирстовские артельщики, сообщая об этом, предостерегают другие артели от принятия к себе на службу этого господина.
— Народная газета. № 28. 10 августа 1914 год. Курган
На 1920 год в Фирстово учтено 128 дворов и 686 человек обоего пола.
На 1926 год имелся сельский совет, школа, изба-читальня.
15 января 1930 года был образован колхоз «имени Молотова».
В феврале 1930 года в соседней деревне Вятке был образован колхоз «Память Ильича» с центром в селе Фирстово.
Для оказания помощи колхозам в организации производства 1 октября 1936 года в Фирстово была образована МТС.
В годы Великой Отечественной войны фирстовцы принимали участие в защите Родины от фашистов. В память о погибших земляках в центре села на народные средства был сооружен обелиск.
На 1 июля 1990 года население состояло из 742 человек обоего пола и 264 хозяйств.
На 1991 год деревня являлась центром колхоза «Память Ильича».
На 1 октября 2008 года в селе Фирстово проживало 490 человек обоего пола, имелось 263 хозяйства.
История школы
В 1899 году открыта школа грамоты.
В октябре 1912 года школа грамоты была преобразована в церковно-приходскую. В школе обучалось 20 мальчиков и 10 девочек. Помещалась школа в часовне.
В 1920—1930 годах в Фирстово открыта начальная школа. При школе открыта изба-читальня.
В 1940 году в Фирстово открывается семилетняя школа. Школа размещалась в здании церкви, места для занятий не хватало, занимались ещё в нескольких домах, заниматься приходилось в две смены.
В 1953 году к школе сделали пристройку, но заниматься так, же приходилось в две смены.
В 1955 году школа из семилетней преобразована в среднюю.
К 1960 году были построены школьные мастерские. При школе открыт большой интернат, в котором жили более 90 ребят из соседних деревень.
В 1966 году началось строительство новой деревянной школы, и в 1969 году она была построена.
С 1986 года занятия ведутся в новом типовом здании.
С 1990 года школа стала школой-садом.
История церкви и часовни
Часовня в честь святого Архистратига Божьего Михаила.
В 1860-х годах силами прихожан была построена деревянная часовня. Относились к Рыбинскому православному приходу. Богослужения отправлялись в дни праздников, в честь которого воздвигнута и в дни святой Четырёхдесятницы для говеющих. Для часовни в 1900 году выслан переносной антиминс, на котором совершалась Божественная Литургия в праздники, по приглашению прихожан. В дальнейшем в часовне разместили школу грамоты.
Церковь в честь святого Архистратига Михаила.
В 1905 году на средства и силами прихожан была возведена новая деревянная церковь в честь Архистратига Михаила. Большую помощь в её сооружении оказали жители соседней деревни Уралы. Храм построен на собственные средства прихожан. 6 ноября 1907 года церковь была освящена.
Здание с колокольней были деревянными, кровля покрыта железом и выкрашена краской, вокруг церкви выстроена решётчатая ограда, а вне её находится караулка. Утварью была бедна.
С постройкой церкви Фирстово вместе с окрестными деревнями Баслы, Вятка, Уралы, Серьговка, Ново-Никольское, Новомихайловка было выделено в самостоятельный приход.
По штату полагался священник, псаломщик.
Священником нового прихода стал Степан Фёдорович Клопотовский, бывший псаломщик Херсонской епархии. Позднее, после окончания Вологодской духовной семинарии, в приход был направлен Сергей Зосимович Попов и утверждён в должности псаломщика. Дом для священника был новым, удобным, а для псаломщика был старым и требующим ремонта. Казённое жалование полагалось священнику 300 рублей, псаломщику 100 рублей в год. Братских доходов за 1913 год имелось 600 рублей.
На 1913 год к приходу были приписаны помимо села, деревни: Баслы, Уралы, Вятская и посёлки Сергиевский, Ново-Николаевский, Ново-Михайловский.

## Инфраструктура
На 2011 год имелась школа, СПК «Фирстовский», библиотека, сельская администрация, детский оздоровительный лагерь «Тайга», 3 крестьянских (фермерских) хозяйства («Людмила», «Сербиненко», «Русских»). Улицы в селе: Больничная, Зелёная, Калинина, Ленина, Набережная, Рассказова. Переулок Больничный.

## Достопримечательности
- Могила писателя Михаила Игнатьевича Рассказова.
- Обелиск А. Н. Радищеву, установленный в 1967 году.

## Население
- 1761 — 20 человек (12 м — 8 ж);
- 1764 — 92 человека (46 м — 46 ж);
- 1795 — 67 человек (29 м — 38 ж);
- 1868—218 человек (99 м — 119 ж);
- 1893—294 человека (123 м — 171 ж);
- 1903—417 человек (210 м — 207 ж);
- 1909—423 человека (215 м — 208 ж);
- 1912—448 человек православных;
- 1913—663 человека (327 м — 336 ж);
- 1920—686 человек;
- 1926—804 человека (392 м — 412 ж);
- 1990—742 человека;
- 2008—490 человек.

| 1926 | 2002 | 2010 | 2021 |
| ---- | ---- | ---- | ---- |
| 804  | ↘523 | ↘429 | ↘275 |